# Résteknős

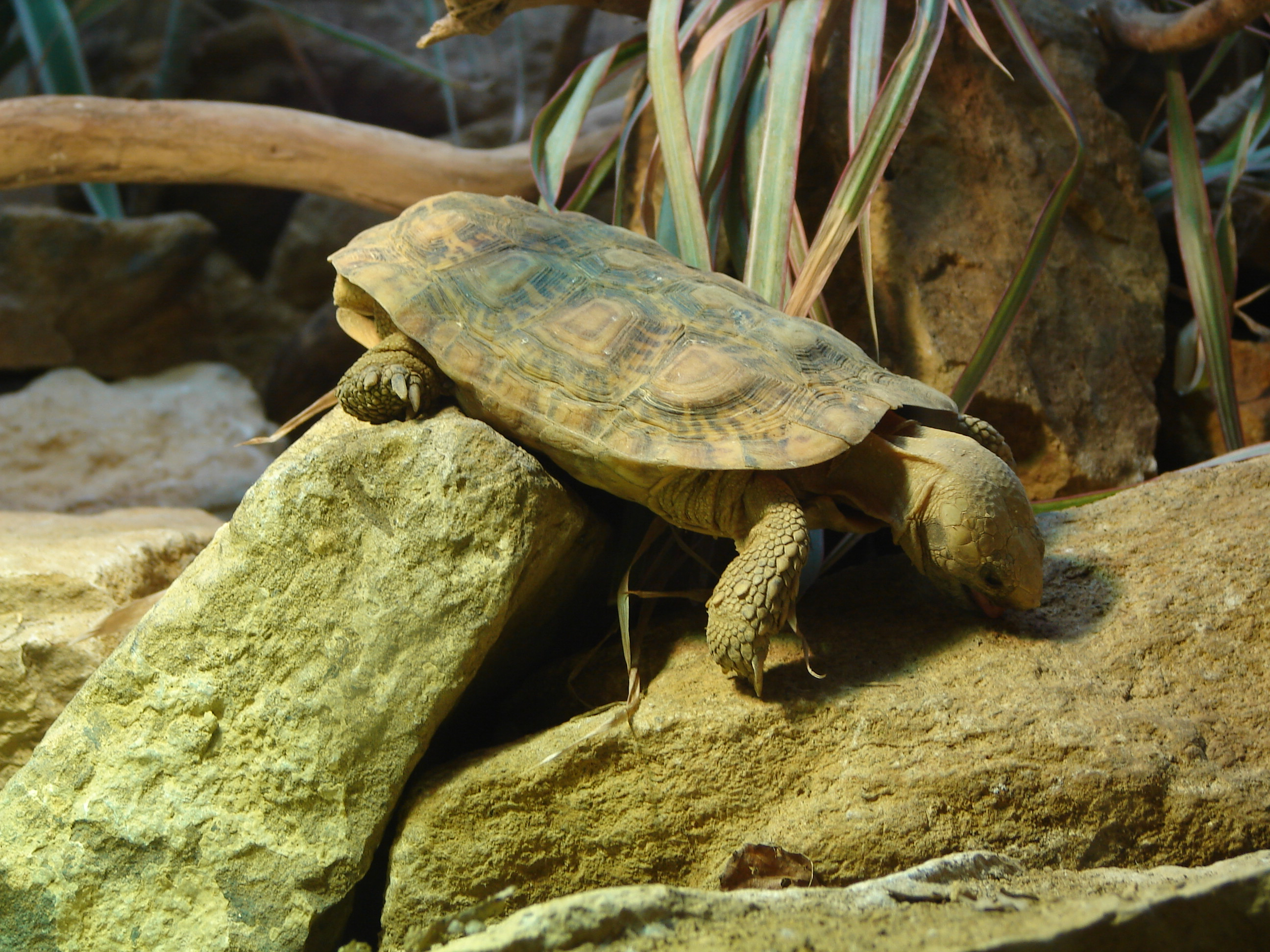
Résteknős egy londoni állatkertben

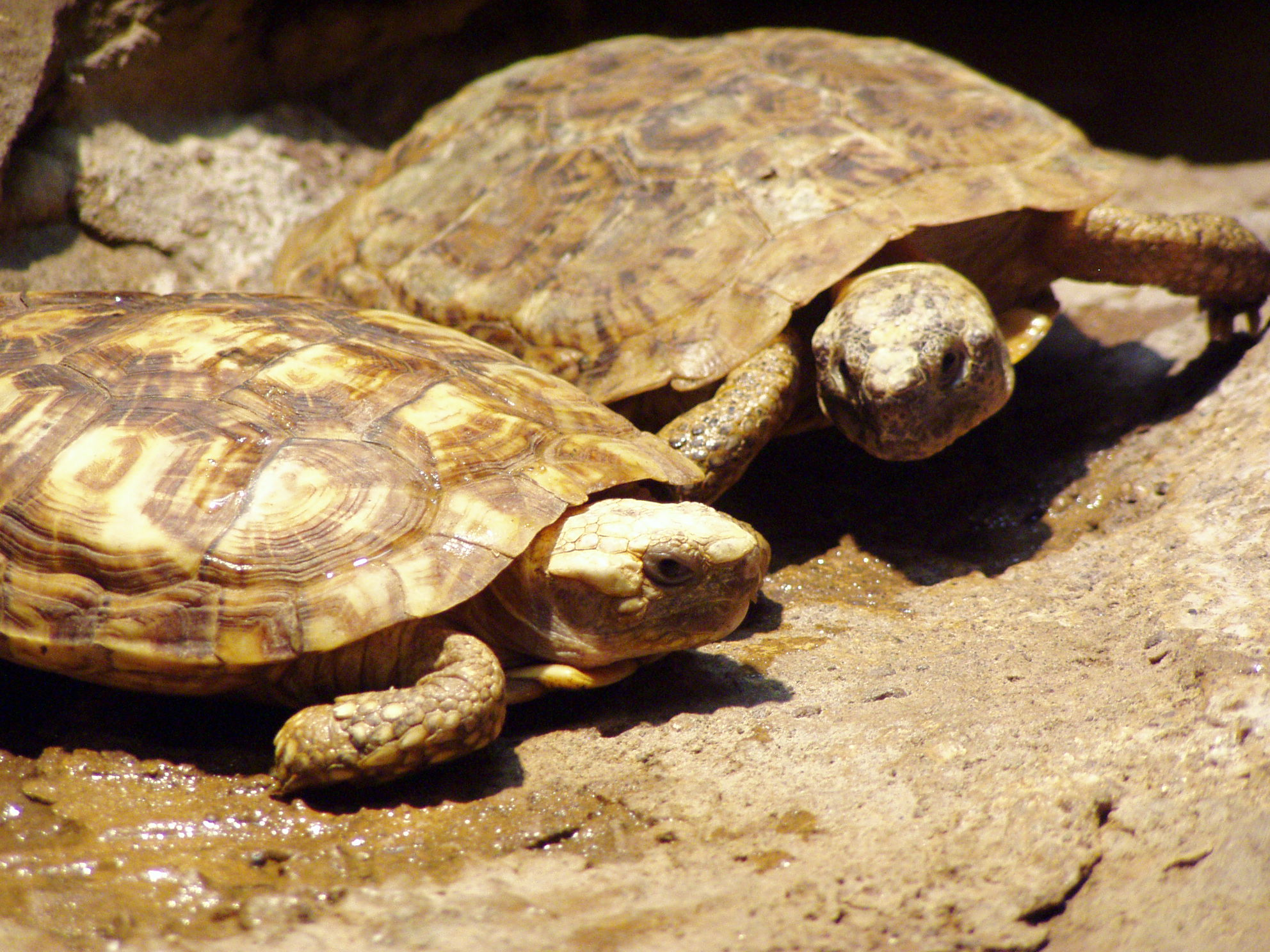
Két kifejlett résteknős

A résteknős (Malacochersus tornieri)  a hüllők (Reptilia) osztályába  és a teknősök (Testudines) rendjébe és a  szárazföldi teknősfélék (Testudinidae) családjába tartozó faj.

## Nevének eredete

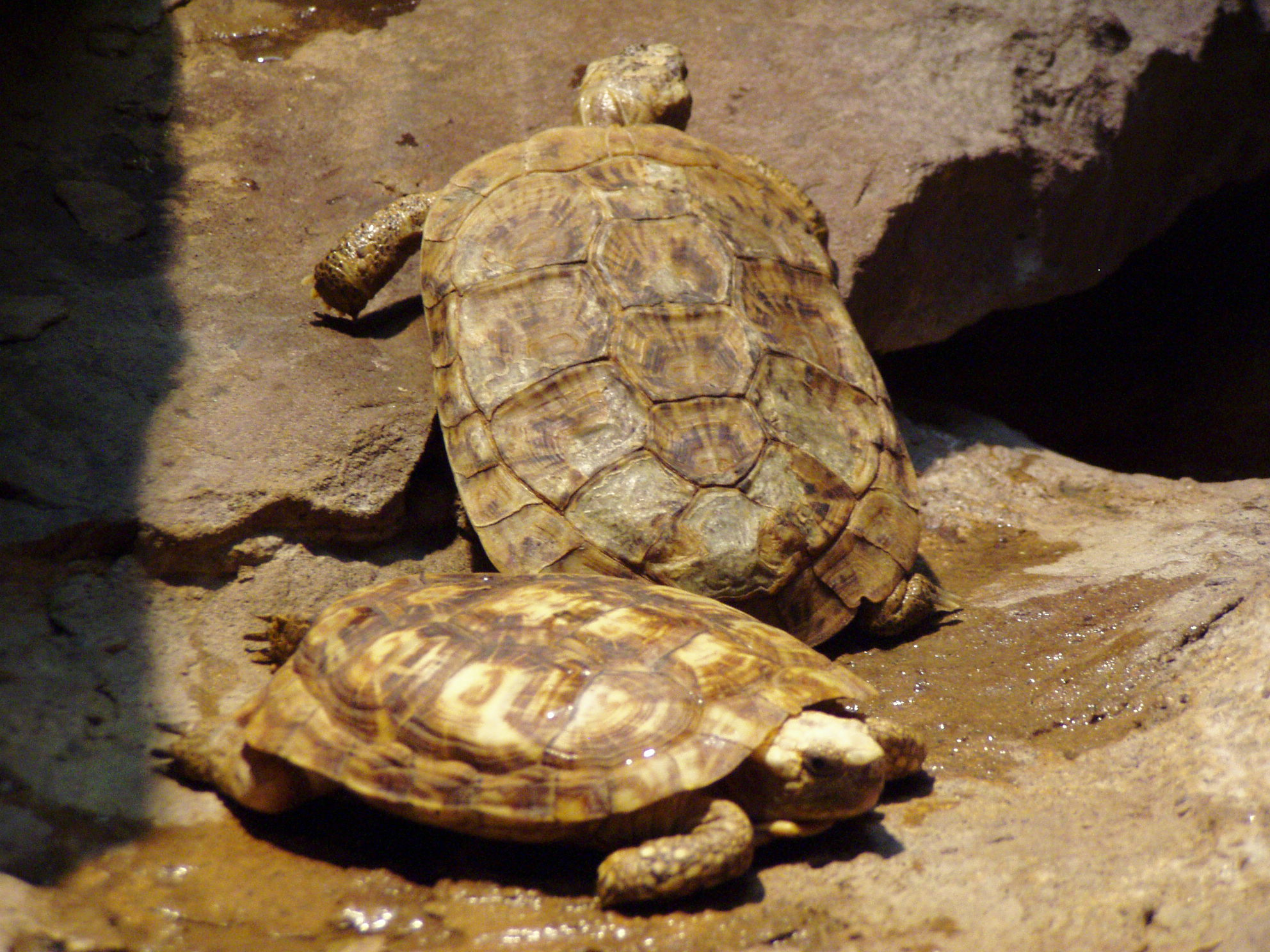
A résteknős a sziklák repedéseiben keresi a menedéket

A résteknős nevét onnan kapta, hogy a ragadozók elleni védekezésül bemászik a sziklák repedéseibe, ahol akkorára tudja felfújni magát, hogy teljesen kitöltse a rést, és így nem lehet kiszedni a menedékéből. Ez a képessége meglehetősen hatásos a rá vadászó ragadozók és az orvvadászok ellen is. Angliában és Amerikában páncéljának formája miatt Pancake Tortoisnak, "palacsinta teknősnek" is nevezik.

## Előfordulása
Főleg Kelet-Afrika közepén él, mára az orvvadászat miatt a populáció száma nagyon lecsökkent, ezért természetes élőhelyeként már csak Kenya, Ruanda és Tanzánia egy-egy régiója nevezhető meg. Fogságban Magyarország állatkertjeiben és nemzeti parkjaiban is él.

### Élőhelye
Főleg a magashegységekben él, maximum 1800-2000 méter  magasságig. Főleg a növényekben gazdag, sziklás 
fennsíkokat, szavannákat kedveli. Legnagyobb számban a Kelet-Afrikai-magasföldön található meg. Nagyobb hidegben a sűrű aljnövényzetben, repedésekben, nagyobb kövek közötti résekben húzhatja meg magát.

## Megjelenése
A résteknős meglehetősen alacsony, mindössze 3-4 centiméter  magas, hossza 15-20 centiméter, súlya 400-600 gramm között mozog, 10-15 évig él. Páncélja széles és lapos, hátán egyedi, sárgás-barna mintázat található, mely minden teknősnél másmilyen. Az, hogy a páncélzat mennyire homorú, vagy domború, az a kortól függ, mert minden növekedési szakaszban máshogy ívelődik a páncél, és a nőstényeknél a páncél (a tojás kihordása végett) domborúbb, illetve a testük is nagyobb a hímekénél. A hímeknek viszont hosszabb és vastagabb farkuk van. A résteknősnek a többi teknőssel ellentétben teljesen másak a test arányai, amely sok mindenben eltérő életmódot eredményez.

## Életmódja
A résteknős fő tápláléka a fű, levelek, az aljnövényzeten megtalálható növények, esetleg rovarok. A hímek csak egy-egy párzás erejéig maradnak a nőstényekkel, aztán továbbállnak, és nagy területeket képesek bejárni, hogy új nőstényt találjanak maguknak.

## Szaporodásuk
A szaporodási időszak január elejétől február végéig, esetleg március elejéig tart. Amikor a hím megtalálta a nőstényt, és megtörtént a párzás, a hím egy kis ideig még az odúban marad, aztán továbbáll új párt keresni, azonban a nőstény egész életét az odújában tölti. A hímek párkeresése több hónapig is eltarthat.

### A tojások kiköltése
A nőstények általában júniusban lerakják az 1-2 tojásukat egy általuk ásott, körülbelül 5-6 centiméter mély gödörbe. Egy évben több tojást is rakhatnak, melyek kikelése hat hónap . A nedves, nyirkos, laza földbe ásott gödrök kedveznek a kikelés szempontjából. A pár hónapos teknősök a tojásban a szárazabb, valamivel melegebb időben indulnak fejlődésnek, és a következő esősebb időszakban kelnek ki a 4-6 centiméter hosszú, alig pár grammos teknősbébik, akik 1-1,5 éves korukig folyamatosan fejlődnek.

## Tartásuk fogságban
A résteknősök fogságban tartása sok törődést, és nagy odafigyelést igényel. Ki kell alakítani a teknősnek  saját élőhelyet egy fedett vagy fedetlen helyre, ahol minél jobban utánozni kell a természetes élőhelyet, de szárazföldi terráriumban is lehet tartani, ám ilyen esetben júliusban és augusztusban a szabadban tartás a legjobb. Mindenképpen kell búvóhelyet biztosítani, illetve az élőnövényzet gazdag telepítése is alapvető követelmény. Ajánlott párokban telepíteni. Fogságban a tojások kikelési ideje 5-7 hónap. Legjobb a teknősnek a természetes táplálékát adni, de ezt ki lehet egészíteni kabakos zöldségfélékkel.

## Veszélyeztetettsége
A résteknősök populációja folyamatosan csökken. Ezért Kenyában veszélyeztetettnek minősítették, 
Tanzániában is védettség alatt áll a nemzeti parkokban, viszont Ruandában még csak keveset tettek védelméért.

## Belső hivatkozások
- Szárazföldi teknősfélék

### Magyar nyelven
- A résteknős életmódja
- A résteknős megjelenése

### Angol nyelven
- A faj szerepel a Természetvédelmi Világszövetség Vörös Listáján. IUCN. (Hozzáférés: 2011. november 1.)